# Округ Надворная
Округ Надворная (нем. Bezirk Nadwórna, Надворня́нский уе́зд, пол. Powiat nadwórniański) — административная единица коронной земли Королевства Галиции и Лодомерии в составе Австро-Венгрии, существовавшая в 1867—1918 годах. Административный центр — Надворная.
Площадь округа в 1879 году составляла 9,4434 квадратных миль (543,37 км2), а население 63 731 человек. Округ насчитывал 97 населённых пунктов, организованные в 92 кадастровых муниципалитета. На территории округа действовало 1 районный суд — в Лимановой.
После Первой мировой войны округ вместе со всей Галицией отошёл к Польше.